# Постовский, Владимир Иванович
Владимир Иванович Постовский (1886, Одесса — 24 ноября 1957, Ульяновск) — генерал-майор, самый молодой военачальник Добровольческой армии.

## Биография
В 1908 году окончил Одесское пехотное юнкерское училище, откуда выпущен был хорунжим в 6-й Кубанский пластунский батальон.
Участник Первой мировой войны. Войсковой старшина.
- Март-апрель 1918 командир батальона 1-го Кубанского стрелкового полка.
- 4 августа 1918 произведён в полковники.
- 6 октября 1918 — Примкнул к Белому движению.
- Командир Сальского отряда (6 октября — 23 октября 1918).
- Ноябрь 1918 — Участвовал в боях за Царицын, в качестве начальника отряда.
- Май 1919 — Генерал-майор. Командир 2-й бригады, а затем 12-й Донской дивизии 4-го Донского корпуса генерала Мамонтова.
- Май-сентябрь 1919 — Участвовал в рейде Мамонтова по тылам Красной Армии.
- Сентябрь 1919 — Командир группы войск Добровольческой армии в составе Алексеевской и 2-й Дроздовской пехотных бригад в составе корпуса Шкуро.

Всю свою пехоту я соединил под командой доблестного генерала Постовского, участника Мамонтовских рейдов.— Шкуро А. Г. Гражданская война в России: Записки белого партизана
- Октябрь—ноябрь 1919 — Командир бригады из 2-го Дроздовского и Самурского полков, защищал г. Касторное, командуя группой, имевшей 4 бронепоезда, 4 танка и 4 бронеавтомобиля в войсках генерала А. Г. Шкуро.

В Касторной я познакомилась с бородатым генералом Постовским, который одевался в солдатскую шинель. На погонах у него химическим карандашом было выведено несколько «зигзагов», что означало его звание генерала. Он командовал пехотной группой, куда входил и Смоленскимй полк. «Генеральский» мундир поразил меня.
— Вы удивлены, как я одет? — спросил генерал, когда с Новиковым подскакали к нему.
— Во-первых, — объяснил Постовский, — чтобы было тепло, во-вторых, чтобы красные не узнали, что я генерал. Маскировка. А у вас отличная лошадь, полковник, — обратился к Новикову. — Не боитесь, что её могут под вами убить?
— Не только её, — ответил Новиков, — но и меня тоже.
На это генерал заметил:
— Напрасно вы надели полковничий мундир. Смотрите на меня, если меня поймают красные, я выгляжу, как солдат. Я даже не бреюсь поэтому…

Я испытала неприятное чувство от внешнего вида командира пехотной группы. Думаю, подобное испытал и Вячеслав Митрофанович. Сколько ещё случайных людей нам предстояло встретить на войне. — Ольга Алмазова. Рассказ жены белогвардейского генерала
- 28 апреля 1920 — Не получив должности в армии Врангеля вышел в отставку

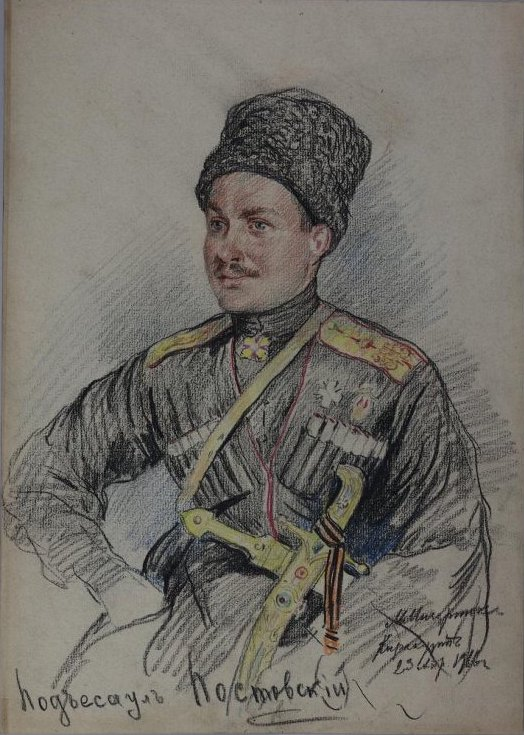
Портрет 1916 г.

- Портрет 1916 г.Конец апреля 1920 — Эвакуировался из Севастополя и эмигрировал во Францию.
- 1931 — Председатель Общества офицеров Генерального штаба. Жил во Франции в г. Нёйи (департамент Сена).
- Во время Второй мировой поддерживал Сопротивление; 20 мая 1945 года отправил письмо на имя «маршала Сталина» с поздравлениями по случаю победы над немецко-фашистскими захватчиками (в письме обозначил как победу над «германизмом»).

- После освобождения Франции стал членом правления Союза друзей советской родины и председателем местного отделения Союза советских  патриотов[1].
- После выхода Указа Президиума ВС СССР от 14.06.1946 о восстановлении в гражданстве СССР подданных Российской империи, проживающих на территории Франции, принял Советское гражданство. С 1946 — уполномоченный Союза советских граждан на юге Франции[1].

- 1947 — французскими властями депортирован из Франции в СССР, для жительства выбрал город Ульяновск[1].

 За первый год жизни в Ульяновске у нас наладились неплохие отношения с Марией Васильевной Постовской и её мужем, генералом Владимиром Ивановичем Постовским; им жактовской комнаты не дали, но они сразу сняли просторную комнату в старом каменном доме и отлично её обставили, так как в знаменитом контейнере, погруженном на «Россию» в Марселе и тоже ехавшем в нашей теплушке — была вся их мебель, вся кухонная утварь, занавески, ковры. Их комната вскоре прославилась на весь город — мебели нигде в Ульяновске не продавалось, ни занавесочки, ни, конечно уж, ковра купить было немыслимо, а про кастрюли или сковороды, или просто стаканы и говорить нечего… Все, все, что так или иначе касалось обычной человеческой жизни и быта, в продаже отсутствовало…

Владимир Иванович Постовский был тот казачий генерал, который был в гражданскую войну побежден Ворошиловым, и об этом писал Алексей Толстой в повести «Хлеб»; таким образом, Постовский был «исторической личностью»; на стене в их комнате висели его казацкая нагайка и кубанка; жена, изящная, красивая женщина, умела из любой пестрой тряпки скрутить прелестный тюрбан. Эта пара всем в Ульяновске нравилась, и у них довольно быстро появились местные знакомые, даже «на верхах». Я у них бывала: поездка в теплушке, одесский лагерь Люстдорф нас сблизили, хоть и были мы люди очень разные — ну, да теперь стали просто ульяновские жители.— Н.А.Кривошеина. Четыре трети нашей жизни
- Работал учётчиком в артели «Красный партизан».
- 7 августа 1951 года Владимира Ивановича арестовали, приговорён к десяти годам лишения свободы. Отсидел десять месяцев, Верховный Суд СССР отменил решение суда[2].

24 ноября 1957 года скончался от сердечного приступа, похоронен на Новом городском кладбище (ныне Воскресенский некрополь, ул. Карла Маркса).

## Награды
- Орден св. Станислава 3-й ст. (ВП от 06.05.1914)[3];
- Георгиевское оружие (ВП от 12.07.1915), 6-й Кубанский пластунский батальон, сотник[3].
- Орден св. Станислава 2-й ст. с мечами
- Орден св. Владимира 4-й ст. с мечами и бантом

## Семья
Мария Васильевна, после смерти мужа выехала на постоянное место жительство в Бельгию к дочери Тамаре Владимировне.